# Lachapelle (Meurthe-et-Moselle)
Lachapelle ist eine französische Gemeinde mit 260 Einwohnern (Stand 1. Januar 2022) im Département Meurthe-et-Moselle in der Region Grand Est (vor 2016 Lothringen). Sie gehört zum Arrondissement Lunéville und zum Kanton Baccarat.

## Geografie
Die Gemeinde liegt etwa 54 Kilometer südöstlich von Nancy im Süden des Départements Meurthe-et-Mosellean der Grenze zum Département Vosges. Nachbargemeinden sind Baccarat im Norden, Bertrichamps im Norden und Nordosten, Thiaville-sur-Meurthe im Osten und Südosten, Sainte-Barbe (im Département Vosges) im Süden und Südwesten sowie Deneuvre im Westen. Die Gemeinde besteht aus dem Dorf sowie einigen Häusergruppen und Einzelgehöften. Der Fluss Meurthe durchquert die Gemeinde und bildet streckenweise die Gemeindegrenze. Weite Teile des Gemeindegebiets sind bewaldet.

## Geschichte
Die heutige Gemeinde wird unter dem lateinischen Namen Villa de Capella in einem Dokument der Abtei Haute-Seille erwähnt. Lachapelle gehörte historisch zur Provinz Trois-Évêchés (Drei Bistümer), die faktisch 1552 an Frankreich fiel. Bis zur Französischen Revolution lag die Gemeinde dann im Grand-gouvernement de Lorraine-et-Barrois. Von 1793 bis 1801 war die Gemeinde dem Distrikt Lunéville zugeteilt. Seit 1793 ist sie Teil des Kantons Baccarat. Seit 1801 ist Lachapelle zudem dem Arrondissement Lunéville zugeordnet. Die Gemeinde lag bis 1871 im alten Département Meurt(h)e. Seither bildet sie einen Teil des Départements Meurthe-et-Moselle. Bis 1793 hieß die Gemeinde La Chapelle.

## Bevölkerungsentwicklung
| Jahr                       | 1962 | 1968 | 1975 | 1982 | 1990 | 1999 | 2007 | 2019 |
| Einwohner                  | 123  | 133  | 148  | 143  | 204  | 237  | 239  | 260  |
| Quellen: Cassini und INSEE |      |      |      |      |      |      |      |      |

## Verkehr
Lachapelle liegt nahe der Bahnstrecke von Lunéville nach Saint-Dié-des-Vosges, hat jedoch keinen eigenen Bahnhof. In den Nachbargemeinden Thiaville-sur-Meurthe und Bertrichamps sind die nächstgelegenen Haltestellen. Mitten durch die Gemeinde führt zwar die N59, jedoch ohne direkten Anschluss. Orte mit einem Vollanschluss unweit von Lachapelle sind wiederum die Nachbargemeinden Thiaville-sur-Meurthe und Bertrichamps. Für den regionalen Verkehr ist die D158 wichtig, die durch das Dorf führt.

## Sehenswürdigkeiten
- Dorfkirche Saint-Pierre-aux-Liens aus dem 18. Jahrhundert
- Wegkreuz/Kalvarienberg
- Denkmal für die Gefallenen[1]
- zwei Industriebauten aus dem 19. Jahrhundert
- fünf Brunnen; darunter zwei gedeckte Brunnen

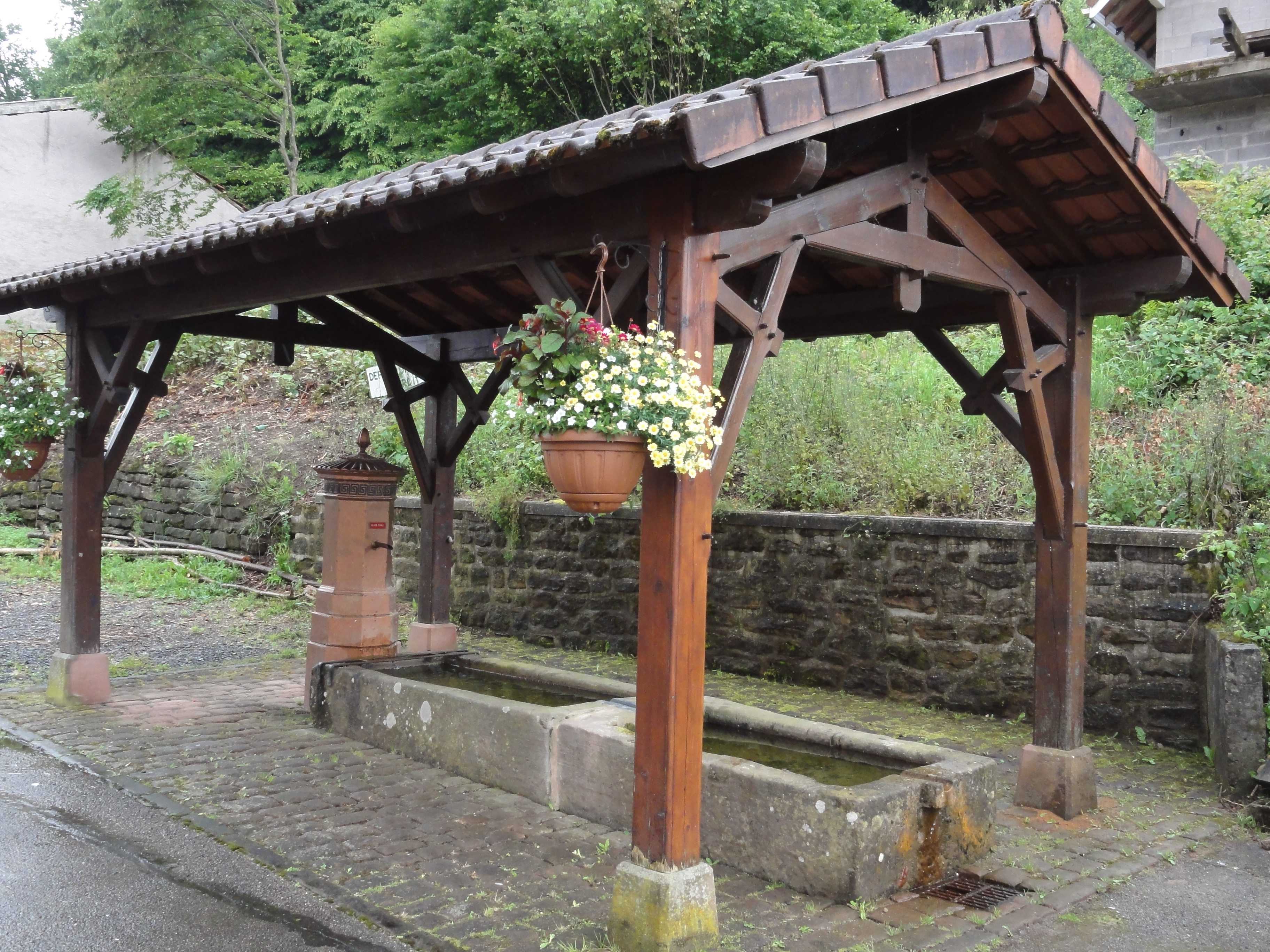
Gedeckter Brunnen in der Gemeinde
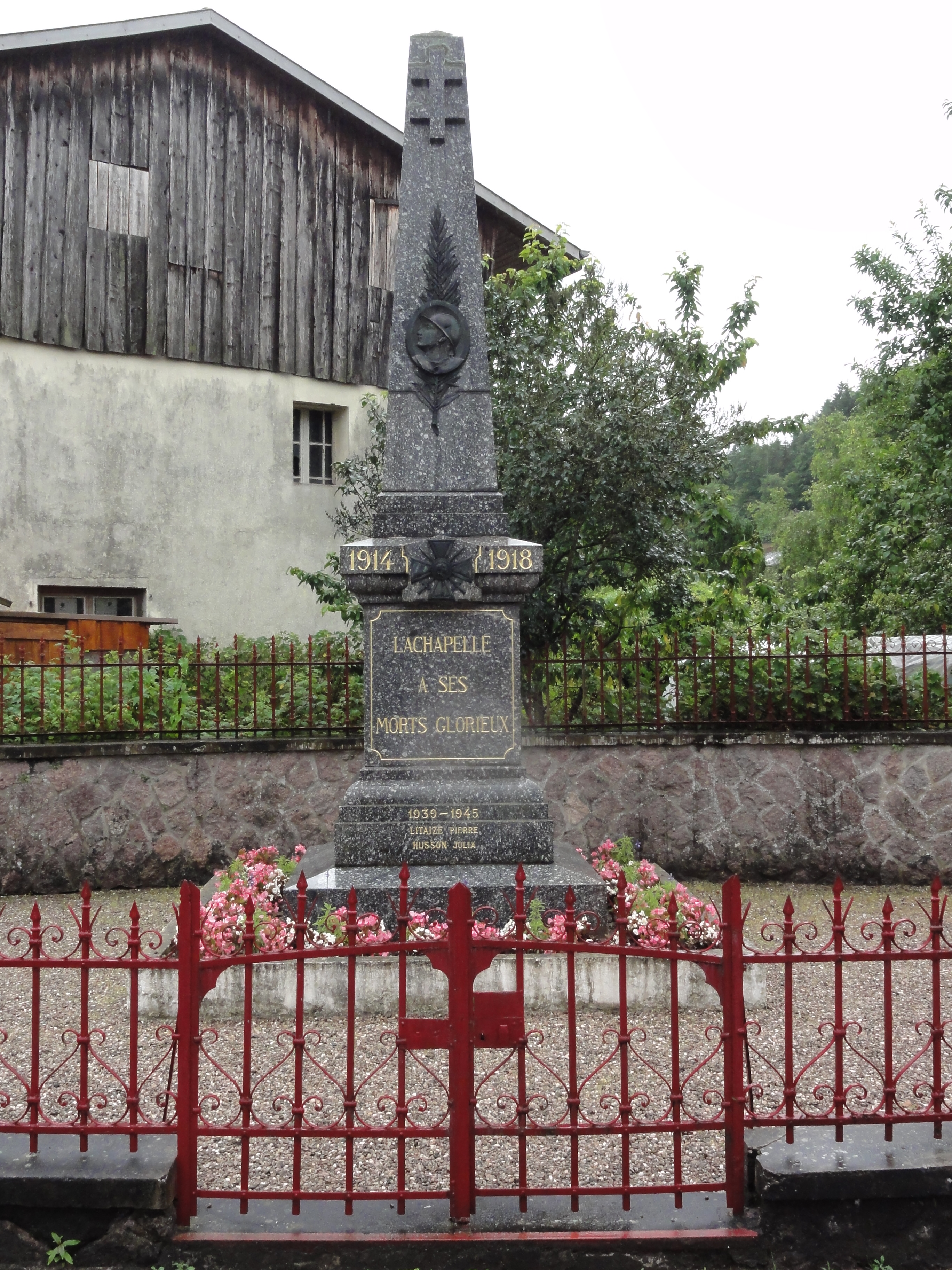
Denkmal für die Gefallenen
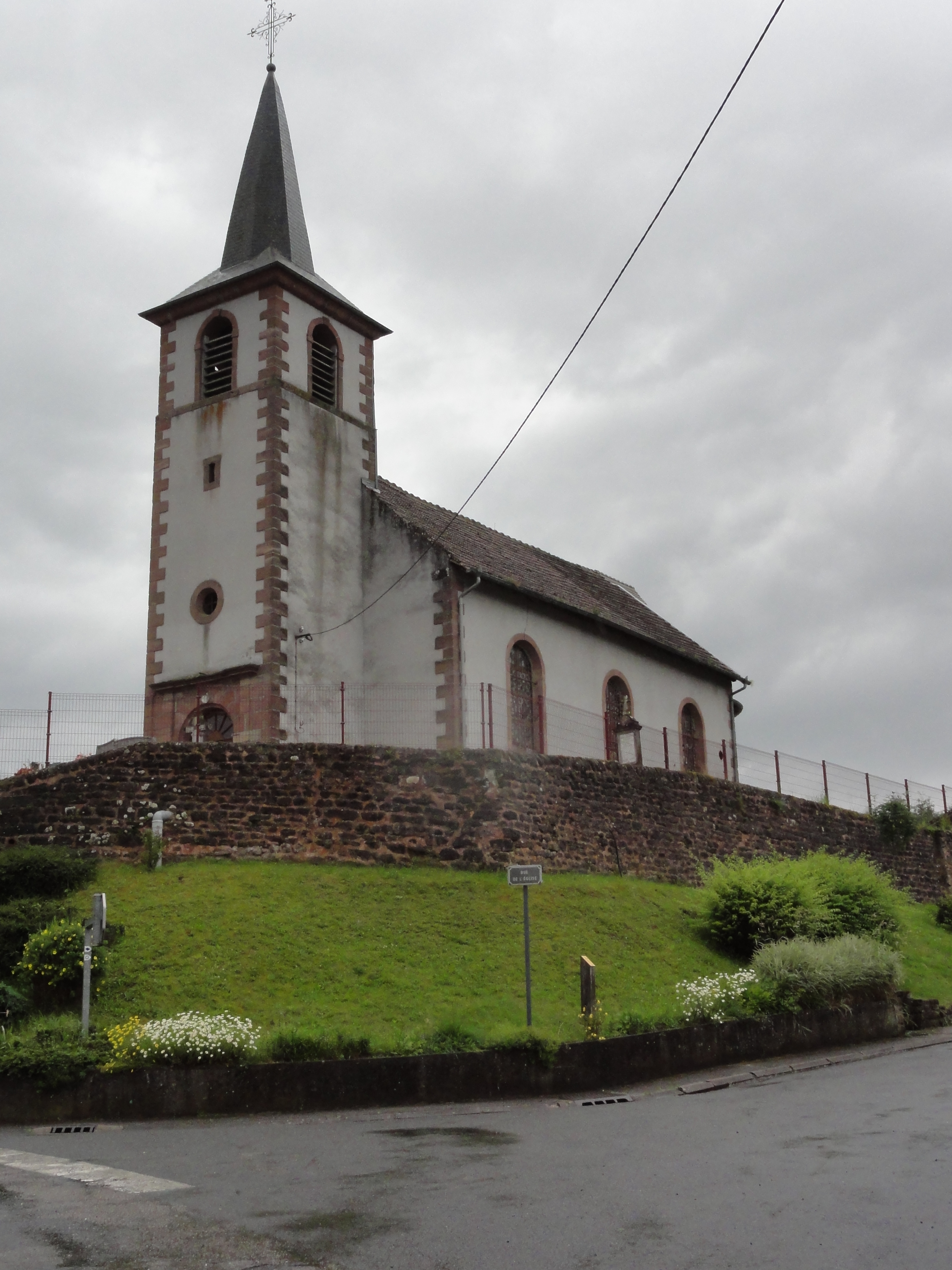
Dorfkirche Saint-Pierre-aux-Liens
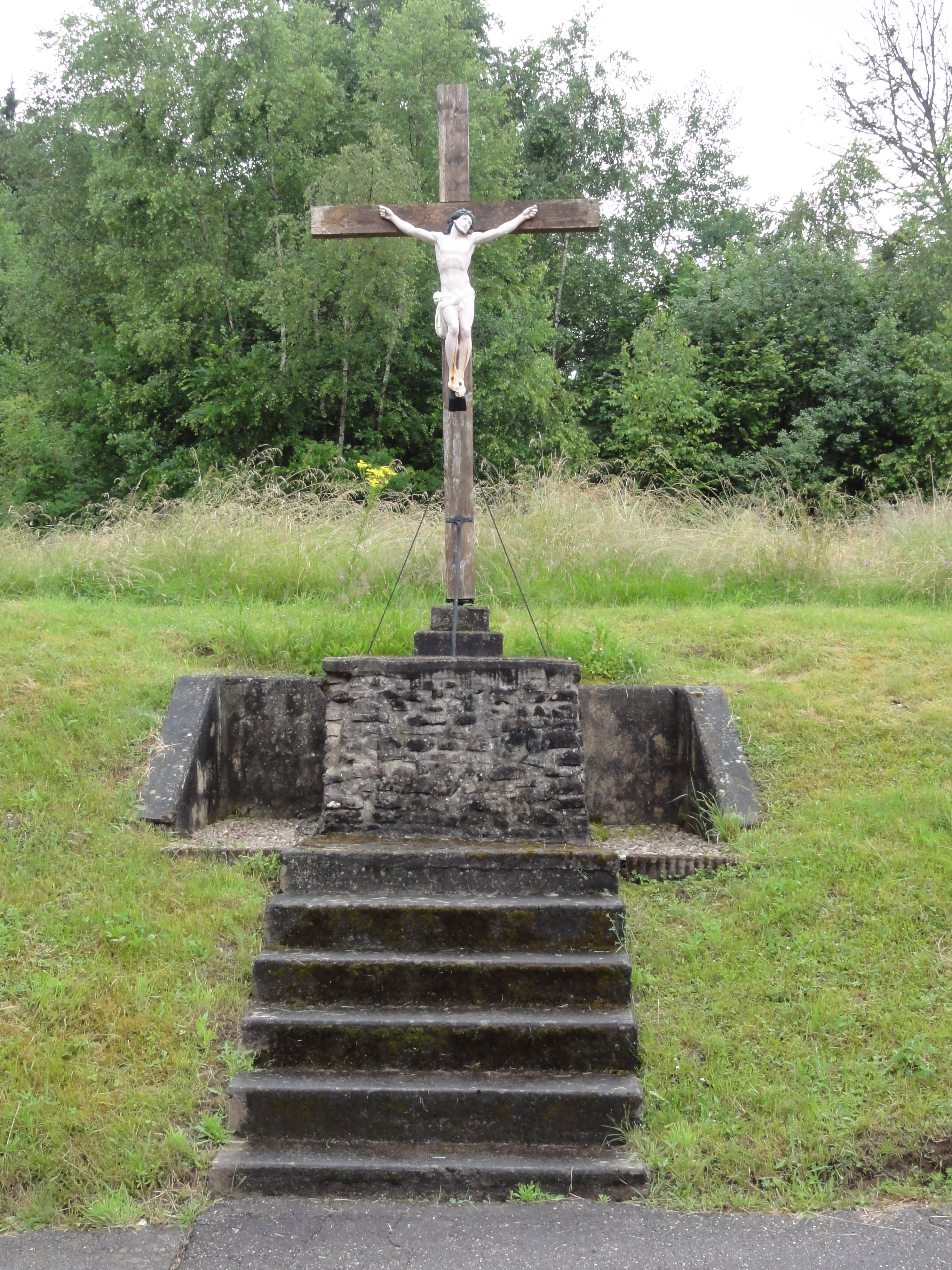
Wegkreuz